# Nina Hasselmann
Nina Hasselmann är en tysk landhockeyspelare. Vid de Olympiska sommarspelen 2012 spelade hon i det tyska damlaget.